# Licania ovalifolia
Licania ovalifolia är en tvåhjärtbladig växtart som beskrevs av Anthonia Kleinhoonte. Licania ovalifolia ingår i släktet Licania och familjen Chrysobalanaceae. Inga underarter finns listade i Catalogue of Life.